# Drapeau en sport
Pour les articles homonymes, voir Drapeau (homonymie).
Le drapeau en sport est utilisé pour transmettre des informations aux concurrents en compétition ou aux adeptes du sport en général. Les drapeaux servent aussi à soutenir une équipe (voir bannière). Les drapeaux peuvent être fixes, comme les fanions de coin au football ou présentés par les officiels sur l'aire d'évolution du sportif.

## Drapeaux communs à de nombreux sports

### Drapeaux nationaux
|  | - Départ de la course. - À bord d'un véhicule, indique la fermeture de la piste aux non-concurrents. |

### Drapeau à damier
|  | - Fin de séance ou de course en Sport mécanique. - Risque d'avalanche en ski. - À bord d'un véhicule, indique la fermeture de la piste (aux non-concurrents). |

### Drapeau jaune
|  | - Drapeau jaune fixe : danger et interdiction de dépasser (sauf en MotoGP). - Un drapeau agité = ralentir, danger et interdiction de dépasser. Lors d'une procédure de départ, il peut être agité pour signaler un pilote ayant un problème. En motocross, il interdit le saut. - Deux drapeaux = ralentir et se préparer à s'arrêter si nécessaire, piste partiellement ou entièrement obstruée (n'existe pas en sport motocycliste), présentés au poste précédant immédiatement le danger,. - Il peut être complété par différents panneaux complémentaires, variant selon la compétition : SC (Safety Car), VSC (Virtual Safety Car, procédure spécifique à la Formule 1), FCY (Full Course Yellow, n'existe pas en F1) ou SZ (Slow Zone, procédure spécifique du circuit des 24 Heures du Mans),. |

### Drapeau vert
|  | - Fin de la zone de danger signalée par le drapeau jaune, en sports auto et moto,. - Le sportif peut démarrer son évolution, la voie est libre (course ou saut). |

### Drapeau rouge
|  | - Interruption de la séance avant la fin du temps réglementaire. - En essais, sport moteur : les concurrents doivent rejoindre la voie des stands,. - En course, sport moteur : les concurrents doivent s'arrêter sur la grille de départ ou dans la voie des stands, dans l'ordre, avec ou sans possibilité d'intervention sur le véhicule selon la compétition,. |

### Drapeau bleu
|  | - Fixe : un véhicule ayant un tour d'avance va être sur le point de vous dépasser. - Agité : un véhicule ayant un tour d'avance est sur le point de vous dépasser,. - En sortie de stand, il signale une voiture en piste, souvent complété par un feu bleu clignotant. Peut être agité pour indiquer un avertissement à laisser passer. |

### Drapeau à bandes jaune et rouge
|  | - Changement d'adhérence (souvent huile ou eau sur la piste),. - N'existe pas en moto-cross, sauf en Supermotard (parties de piste bitumées). - Porter une flottabilité personnelle en course à la voile. |

### Drapeau noir à rond orange
|  | - Avec présentation du numéro d'une voiture, avertissement de problème mécanique dangereux sur le véhicule du pilote concerné, celui-ci doit rentrer à son stand,. |

### Drapeau noir
|  | - Avec présentation du numéro d'une voiture, demande au pilote de rentrer immédiatement à son stand. - Entraine souvent la disqualification du pilote concerné. |

### Drapeau blanc
|  | - En sport motocycliste : les pilotes sont autorisés à changer de machine. - En sport automobile : présence sur la piste d'un véhicule lent ou d'un véhicule d'intervention. - Aux États-Unis, il est présenté aux concurrents pour signaler le dernier tour de la course. - En moto-cross, fixe : présence des services de secours sur ou aux abords de la piste. - En moto-cross, agité : un blessé se trouve sur ou aux abords de la piste, les secours sont demandés sur place. |

## Sport automobile

### Drapeau noir et blanc
|  | - Avec présentation du numéro d'une voiture, avertissement pour conduite antisportive. Si le pilote récidive, un drapeau noir sera présenté et la rentrée aux stands obligatoire. |

## Sport motocycliste

### Drapeau blanc à croix de Saint-André rouge
|  | - Il commence à pleuvoir sur la piste. |

### Drapeau rouge à croix de Saint-André blanche
|  | - Présence du véhicule de sécurité (safety car) sur la piste. |

### Drapeau jaune à croix de Saint-André noire
|  | - Course sur piste, dernier tour. |

### Drapeau blanc à la croix rouge française
|  | - En Supercross, fixe : présence des services de secours sur ou aux abords de la piste. - En Supercross, agité : un blessé se trouve sur ou aux abords de la piste, les secours sont demandés sur place. |